# Nová Ves u Mladé Vožice
Nová Ves u Mladé Vožice é uma comuna checa localizada na região da Boêmia do Sul, distrito de Tábor.

## Galeria

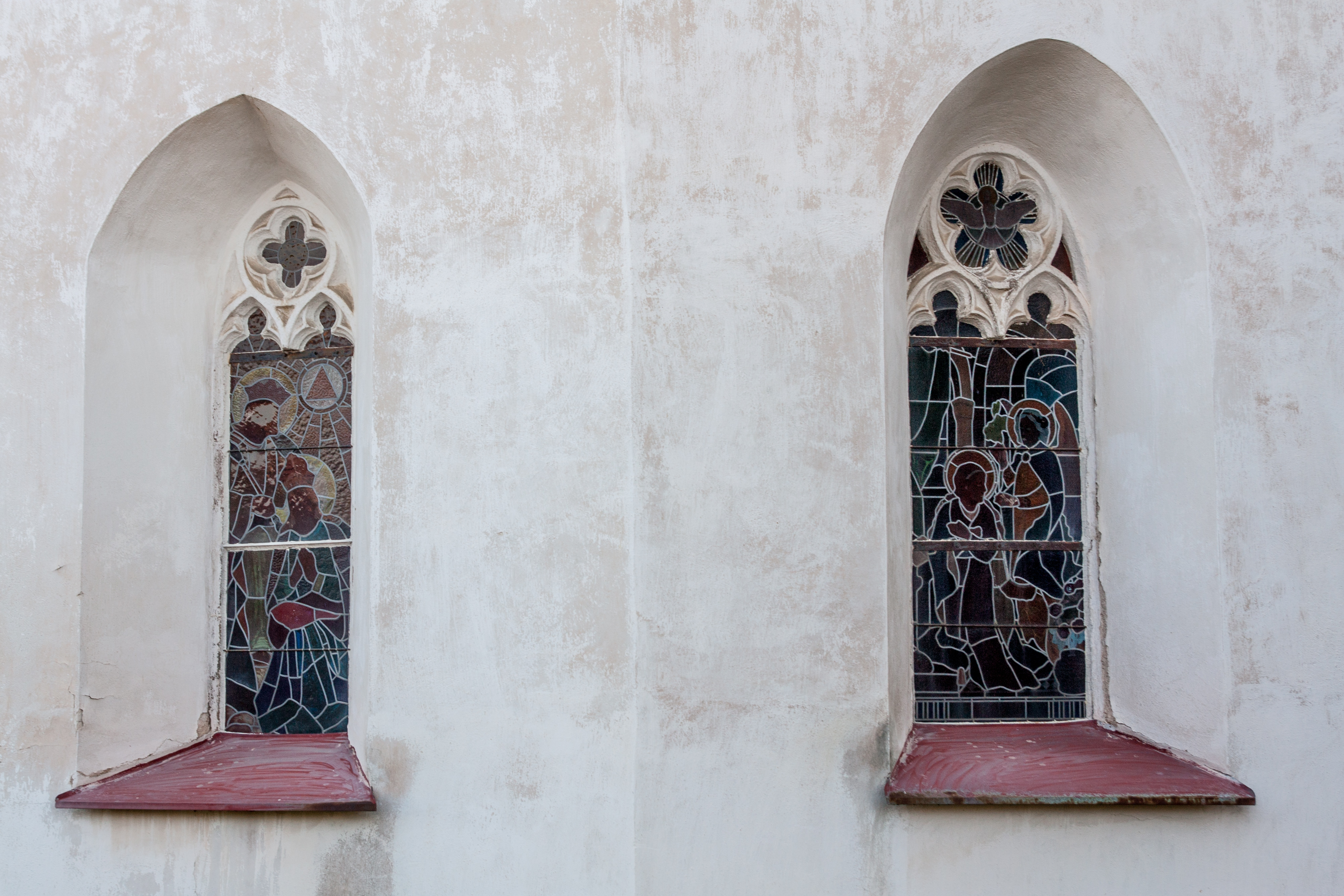
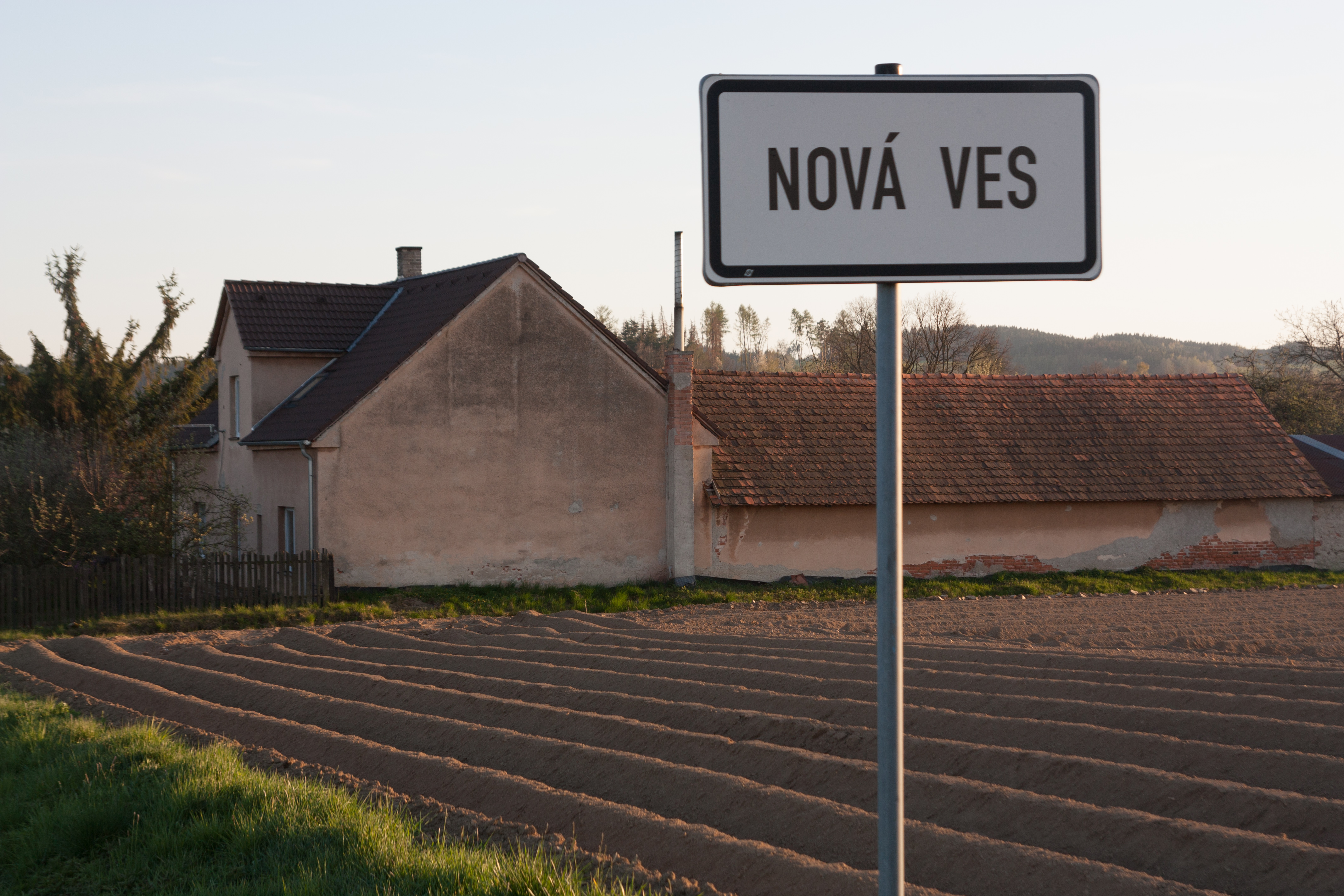
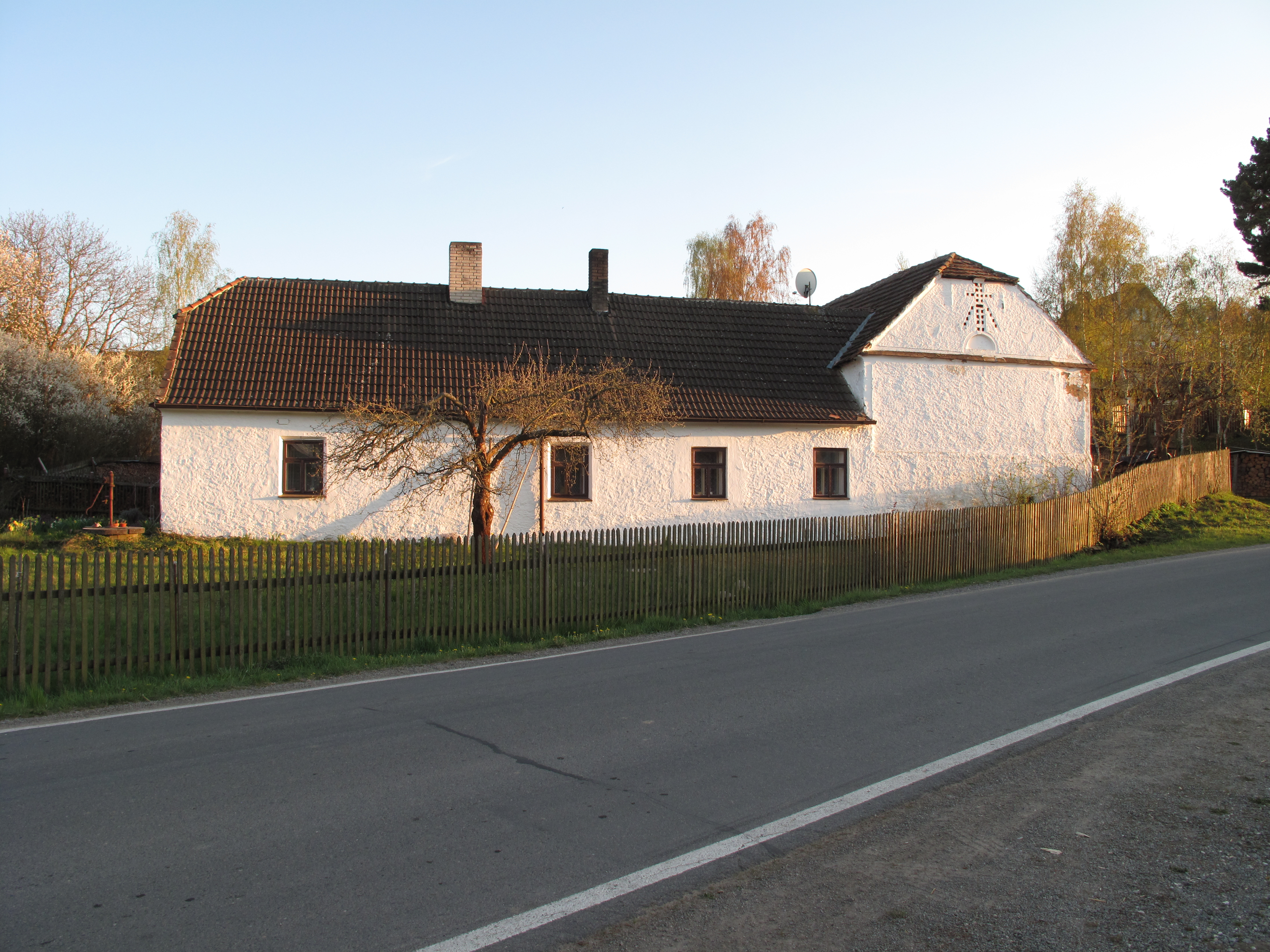